# 塞巴斯蒂安·米拉
塞巴斯蒂安·米拉（波蘭語：Sebastian Mila；1982年7月10日—）是一位波蘭足球運動員。在場上的位置是攻擊型中場。他現在效力於波蘭足球甲級聯賽球隊格但斯克萊吉亞足球俱樂部。他是在2015年1月加盟格但斯克萊吉亞的。